# اوتاشت
اوتاشت (به آلمانی: Utecht) یک شهر در آلمان است که در نوردوست‌مکلنبورگ واقع شده‌است. اوتاشت ۳۵۶ نفر جمعیت دارد.